# Summer Tour (Miranda Cosgrove)
The Summer Tour es una mini-gira de la cantante y actriz estadounidense Miranda Cosgrove en julio y agosto de 2012. Visitante América del Norte, la caminata apoyó a su primer álbum de estudio Sparks Fly y su segundo EP High Maintenance. La cantante viajó por Estados Unidos y actuó en festivales de música y ferias del estado.

## Actos de apertura
- Coco Jones (Bahamas)[2]
- Victorious Cast
- Sabrina Carpenter
- Jacob Whitesides

## Lista de canciones
1. "Leave It All To Me"
2. "About You Now"
3. "Disgusting"
4. "Stay My Baby"
5. "There Will Be Tears"
6. "High Maintenance"
7. "Brand New You"
8. Medley: "What Makes You Beautiful" / "We Found Love" / "Wild Ones" / "Call Me Maybe"
9. "Million Dollars"
10. "Shakespeare"
11. "Kissin U"
12. "BAM"

Acto final (Oh Oh Remix)
1. "Kiss You Up"
2. "Sayonara"
3. "Dancing Crazy"

## Fechas de la gira
| Fecha                | Ciudad          | País           | Lugar                    |
| -------------------- | --------------- | -------------- | ------------------------ |
| North America        |                 |                |                          |
| 14 de julio de 2012  | Orlando         | Estados Unidos | Universal Orlando        |
| 27 de julio de 2012  | Hillsboro       | Estados Unidos | Washington County Fair   |
| 9 de agosto de 2012  | Santa Rosa      | Estados Unidos | Chris Beck Arena         |
| 31 de agosto de 2012 | Paradise Island | Bahamas        | Atlantis Paradise Island |